# Kamuta Latasi
Kamuta Latasi (ur. 1936) – premier i minister spraw zagranicznych Tuvalu w latach 1993–1996.
Najbardziej znaczącą decyzją podjętą w okresie sprawowania przez Latasi władzy była zmiana flagi państwowej. Nowa, wprowadzona w 1995 (i wycofana dwa lata później przez Bikenibeu Paeniu) flaga nie zawierała w sobie brytyjskiego Union Jacka - miało to symbolizować zerwanie Tuvalu z kolonialną przeszłością oraz być pierwszym krokiem na drodze do uniezależnienia państwa od Wielkiej Brytanii.